# Taeniophora carinipes
Taeniophora carinipes är en insektsart som först beskrevs av Gerstaecker 1873.  Taeniophora carinipes ingår i släktet Taeniophora och familjen Romaleidae. Inga underarter finns listade i Catalogue of Life.